# الانتخابات البلدية المصرية المقبلة
حدث نقاش عام متقطع حول إجراء انتخابات بلدية مصرية جديدة منذ أن أُنشئت أحكام المجالس المحلية المعاد تنظيمها بموجب دستور 2014.

## الخلفية
أجريت الانتخابات البلدية المصرية لعام 2008 خلال رئاسة حسني مبارك لمصر. لقد تم «تثبيت وختم وتسليم» المقاعد، البالغ عددها 52 ألف، للحزب الوطني الديمقراطي المؤيد لمبارك، باستثناء جماعة الإخوان المسلمين التي كانت ترغب في ترشيح مرشحين. تم إغلاق المجالس البلدية في عام 2011.

## الجدول الزمني

### 2015-2017
كان من المفترض أن تبدأ الاستعدادات الانتخابية في أواخر عام 2015. في مارس 2016، أعلن رئيس الوزراء شريف إسماعيل أن حكومته تهدف إلى إجراء انتخابات محلية خلال الربع الأول من عام 2017. لكن هذا تناقض مع إعلان الرئيس السيسي أنه أمر بإجراء انتخابات محلية بحلول نهاية عام 2016. على العكس من ذلك، أفاد نواب من كتلة الأغلبية «دعم مصر» في البرلمان أن الانتخابات المحلية ستُجرى في النصف الثاني من عام 2017. كما أشار مجلس المحليات المصري إلى عدم وضوح الموعد وعدم وجود قانون انتخاب محلي لتنفيذ أحكام الدستور، كعقبات أمام إجراء الانتخابات فعليًا. بحلول منتصف عام 2017، قرر البرلمان تأجيل الانتخابات إلى أواخر 2018 أو أوائل 2019.

### 2018-2020
بعد صياغة قانون الانتخابات المحلية في مايو 2018، جدد مجلس النواب التزامه بإجراء الانتخابات بنهاية ذلك العام - قبل انتهاء الإدارات المحلية القائمة مطلع 2019، وفق ما نص عليه الدستور. لكن تم عرض مشروع القانون على البرلمان في انتظار مزيد من المناقشات، مما أدى مرة أخرى إلى تأجيل خطط تنظيم التصويت. في نوفمبر، وجّه السيسي بإجراء الانتخابات في وقت مبكر من عام 2019، لكن وبحلول شهر يونيو، كان الرئيس يشير صراحةً إلى إعادة صياغة قوانين الانتخابات المقترحة قبل بدء العملية. في النهاية، تم تقديم مشروع جديد من قبل الحكومة إلى البرلمان في أواخر ديسمبر 2019. أشار مؤيدو مشروع القانون الأصلي إلى أن مخاوف الأجهزة الأمنية، التي زادت بسبب الاحتجاجات الأخيرة، كانت وراء التأخيرات المتكررة ومقاومة تطبيق حكومة مسؤولة لامركزية.
وبينما كان البرلمان ينتظر مشروع قانون السيسي الجديد، أعلن الرئيس مجددًا أن الانتخابات ستجرى قريبًا «في أوائل 2020». لكن المسؤولين الآخرين سارعوا إلى توضيح أن هذا لم يكن متوقعًا بشكل جدي. وفي مطلع عام 2020، ذكر عدد من البرلمانيين والحقوقيين أنه إذا تم تنفيذ اقتراح السيسي بتنظيم انتخابات محلية متزامنة مع انتخابات مجلسي النواب والشيوخ، فقد تجرى الانتخابات المحلية في بداية عام 2021. اعتبارًا من 2020 لم يتم الإعلان عن أي تقدم إضافي في تنظيم الانتخابات المحلية، مع أن الانتخابات الوطنية (مجلس النواب ومجلس الشيوخ) سارت كما هو متوقع في أواخر عام 2020 مع وباء كوفيد-19.[بحاجة لمصدر]